# Ibne Almuraal
Ibne Almuraal (Ibn Al-Murahal) foi um jurista e poeta árabe do século XIII, natural de Faro, hoje a capital do Algarve, viveu em Ceuta, Portugal.